# Joan Hendry
Joan Hendry (* 14. Mai 1945 in Glasgow, Vereinigtes Königreich) ist eine ehemalige kanadische Weitspringerin und Sprinterin.
1967 wurde sie bei den Panamerikanischen Spielen in Winnipeg Fünfte im Weitsprung.
Bei den Olympischen Spielen 1968 in Mexiko-Stadt schied sie im Weitsprung und in der 4-mal-100-Meter-Staffel jeweils in der ersten Runde aus.
1970 gewann sie bei den British Commonwealth Games in Edinburgh jeweils Bronze im Weitsprung und in der 4-mal-100-Meter-Staffel.
1968 wurde sie Kanadische Meisterin im Weitsprung.

## Persönliche Bestleistungen
- 100 m: 11,4 s, 1972
- Weitsprung: 6,28 m, 23. Juli 1970, Edinburgh